# Geschichte der Juden in Lothringen
Seit der Karolingerzeit sind Juden in Lothringen nachgewiesen. Wie in ganz Europa wechselten Zeiten mit relativer Ruhe und einem guten Leben mit Zeiten der Verfolgung. Die Geschichte in Lothringen ist speziell dadurch, dass Lothringen wie das Elsass mehrmals die Zugehörigkeit zu Deutschland und Frankreich wechselte.

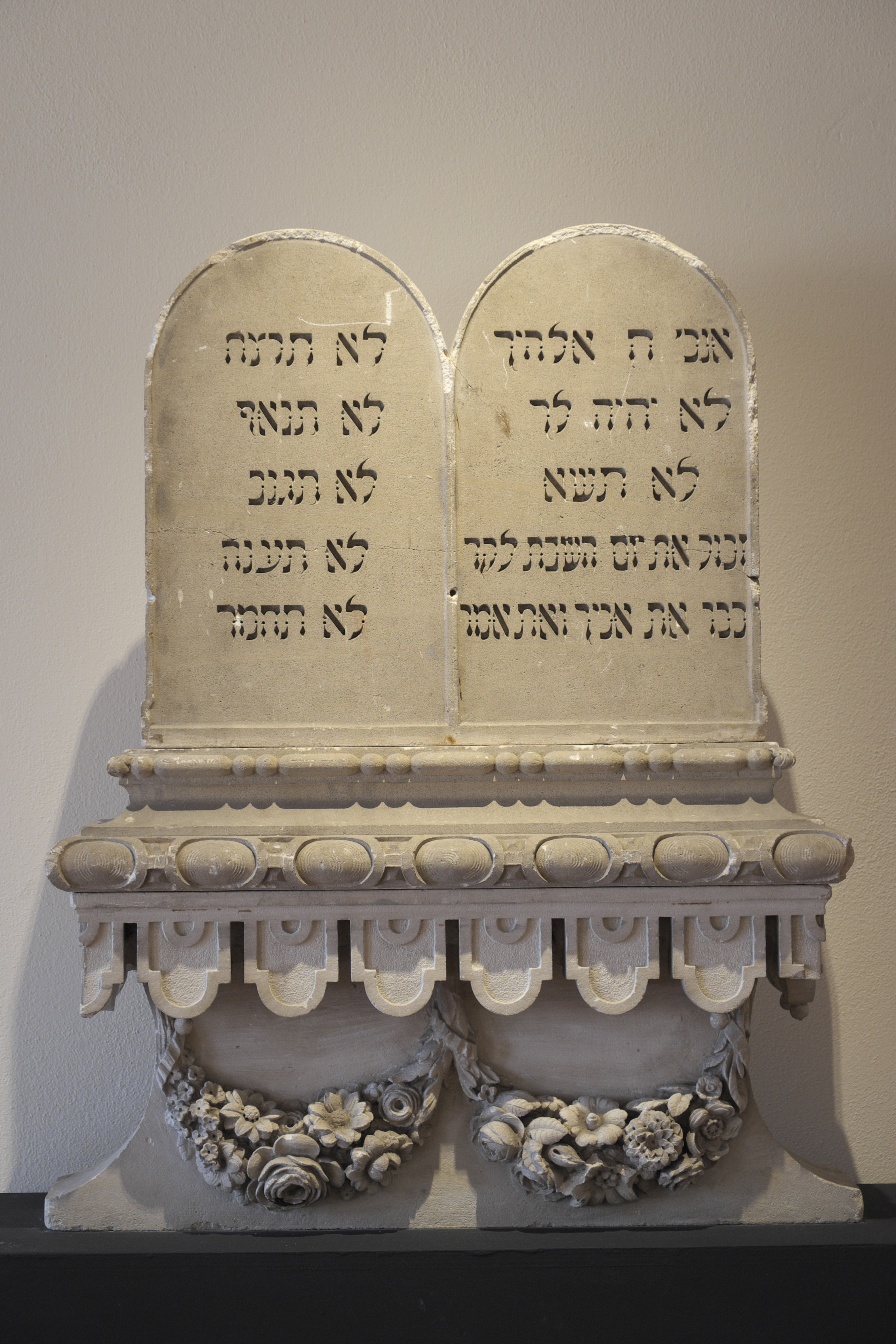
Gesetzestafeln, um 1865, aus der Synagoge von Fénétrange im Musée de la Cour d’Or in Metz

## Anfänge im Heiligen Römischen Reich
Lothringen entstand, als 843 das Fränkische Reich dreigeteilt wurde, 870 wurde ein Teil davon Herzogtum des Heiligen Römischen Reiches. 888 wurden zum ersten Mal Juden nachgewiesen, anlässlich des Konzils von Metz. Der erste namentlich bekannte Jude war Gerschom ben Jehuda, der 960 in Metz geboren wurde. Gregor von Tours hat im 6. Jahrhundert, also noch vor der Gründung Lothringens, in seiner Korrespondenz mit den Königen von Austrasien Juden erwähnt. Die ersten Juden in Lothringen sind aus dem Rheintal eingewandert.

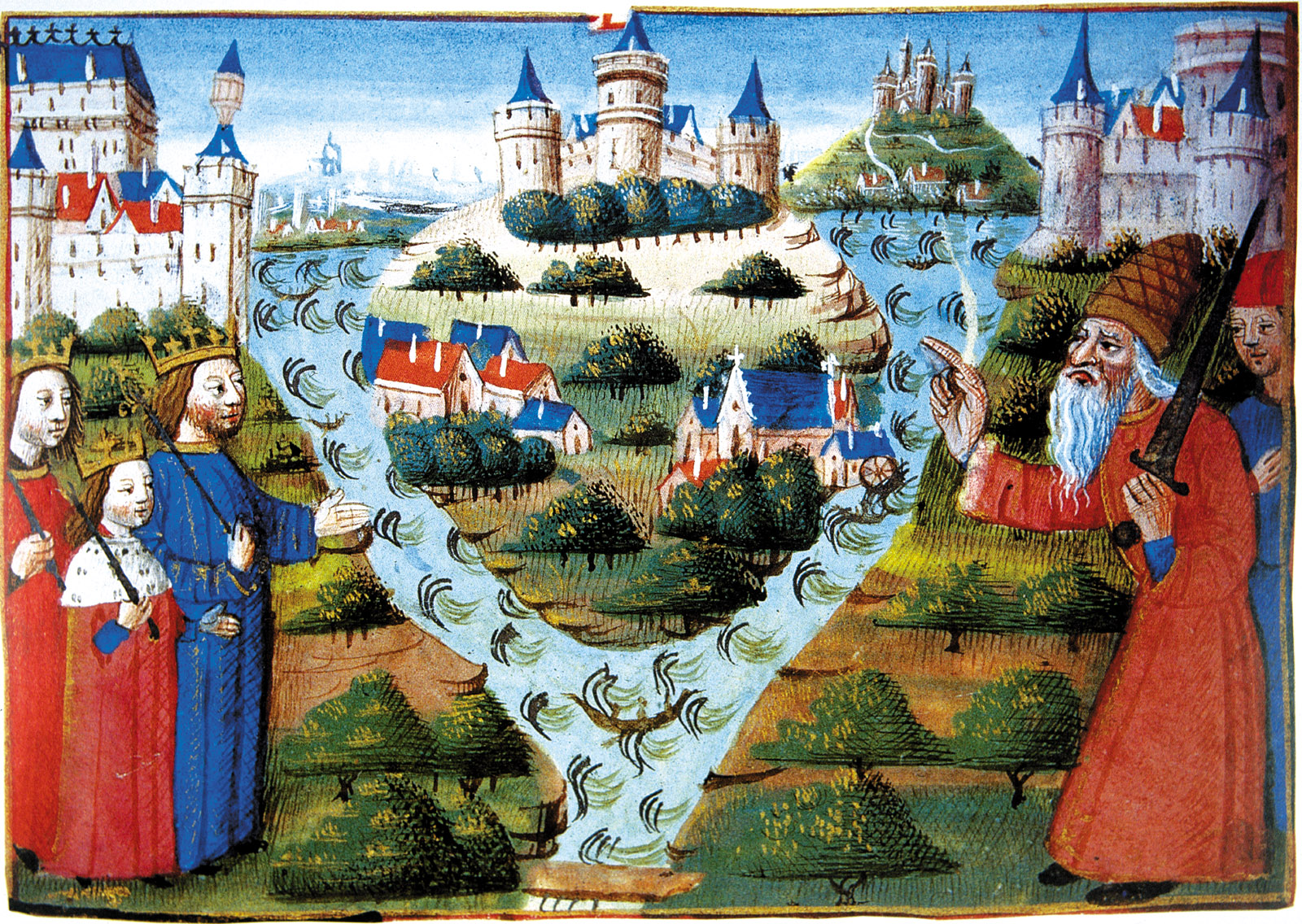
Ludwig der Fromme segnete 843 die Teilung des karolingischen Reiches in Westfranken, Lotharingien und Ostfranken

Im Mittelalter beziehen sich die meisten Dokumente über Juden auf ihre Ausweisung aus den Städten Metz, Verdun, Nancy und Lunéville. Im ersten Kreuzzug 1096 kam es zu Judenpogromen in Metz. Im 14. Jahrhundert gelangten einige Juden zu bescheidenem Reichtum durch Beziehungen zu ihren Familien in Deutschland und der Schweiz. Im 15. Jahrhundert verarmten die Juden und waren hauptsächlich als Hausierer und Vieh- und Landhändler tätig.

## Im Französischen Königreich
1552 wurden durch den Vertrag von Chambord Metz, Toul, Cambrai und Verdun französisch, blieben aber Teil des Römischen Reiches, erst durch den Westfälischen Frieden 1648 wurden sie ein Teil des Königreichs Frankreich.

Alsace Lorraine 3

Im Frieden von Rijswijk 1692 musste Frankreich Lothringen wieder an das Römische Reich zurückgeben.

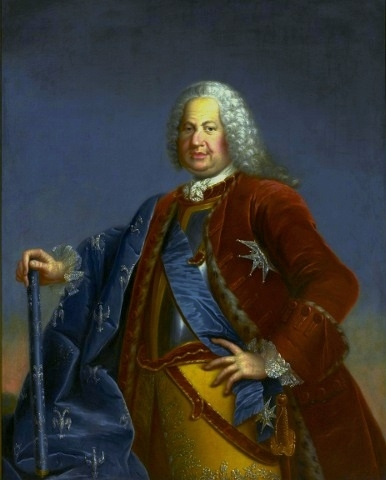
Anonymous Stanislaus I Leszczyński

1736 wurde Stanislaus I. Leszczyński, König von Polen, Herzog von Lothringen. 1753 erlaubte er die Ansiedlung von Juden. Nach seinem Tod 1766 wurde Lothringen Teil Frankreichs unter Ludwig XV. Für die Juden war diese Zeit der Wechsel vorteilhaft: eigentlich durften sich in Frankreich seit 1394 keine Juden ansiedeln, in Lothringen verzichteten die Könige darauf, dies auch hier durchzusetzen. Außerdem erkannte Ludwig XIV., dass er als Beschützer der Juden hohe Einnahmen durch Angaben und Steuern erzielen konnte, so wie vor ihm der Deutsche Kaiser.
Seit 1564 entwickelte sich die jüdische Gemeinde von Metz und bestand zu Beginn des 18. Jahrhunderts aus ca. 2200 Personen. Die Gemeinde in Nancy wurde erst in der zweiten Hälfte des 18. Jahrhunderts bedeutend. 1721 wohnten 73 Familien in 24 Gemeinden in Lothringen. Ihre juristische Stellung war unsicher, die Aufenthaltsgenehmigungen wurden überwacht und besteuert. Ihre beruflichen Aktivitäten waren beschränkt, sie durften keiner Zunft angehören, Grundbesitz und Hausbesitz waren verboten.

## Nach der Französischen Revolution
Während der Französischen Revolution wurden 1790 die vier lothringischen Departements gegründet: Meuse, Meurthe, Moselle und Vosges.

Departements im Elsass und in Lothringen

Zu Beginn der Revolution war die lothringische Gemeinde mit ca. 10.000 Mitgliedern die zweitgrößte in Frankreich nach dem Elsass mit 25.000 Mitgliedern und spielte eine bedeutende Rolle in der Emanzipation der Juden nach 1791.

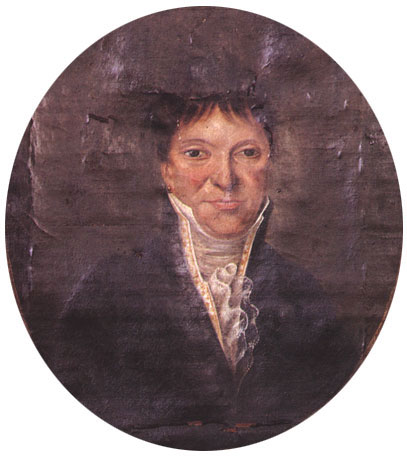
Beer Isaac Beer

Beer Isaac Beer, der Sohn von Isaac Behr, leitete 1798 eine Delegation lothringischer Juden nach Paris, um vor der konstituierenden Versammlung die Sache der Juden zu vertreten. Selbst der Erzbischof von Metz lobte seinen Beitrag. 1808 leitete Beer Isaac Beer eine Delegation lothringischer jüdischer Notablen in Paris.

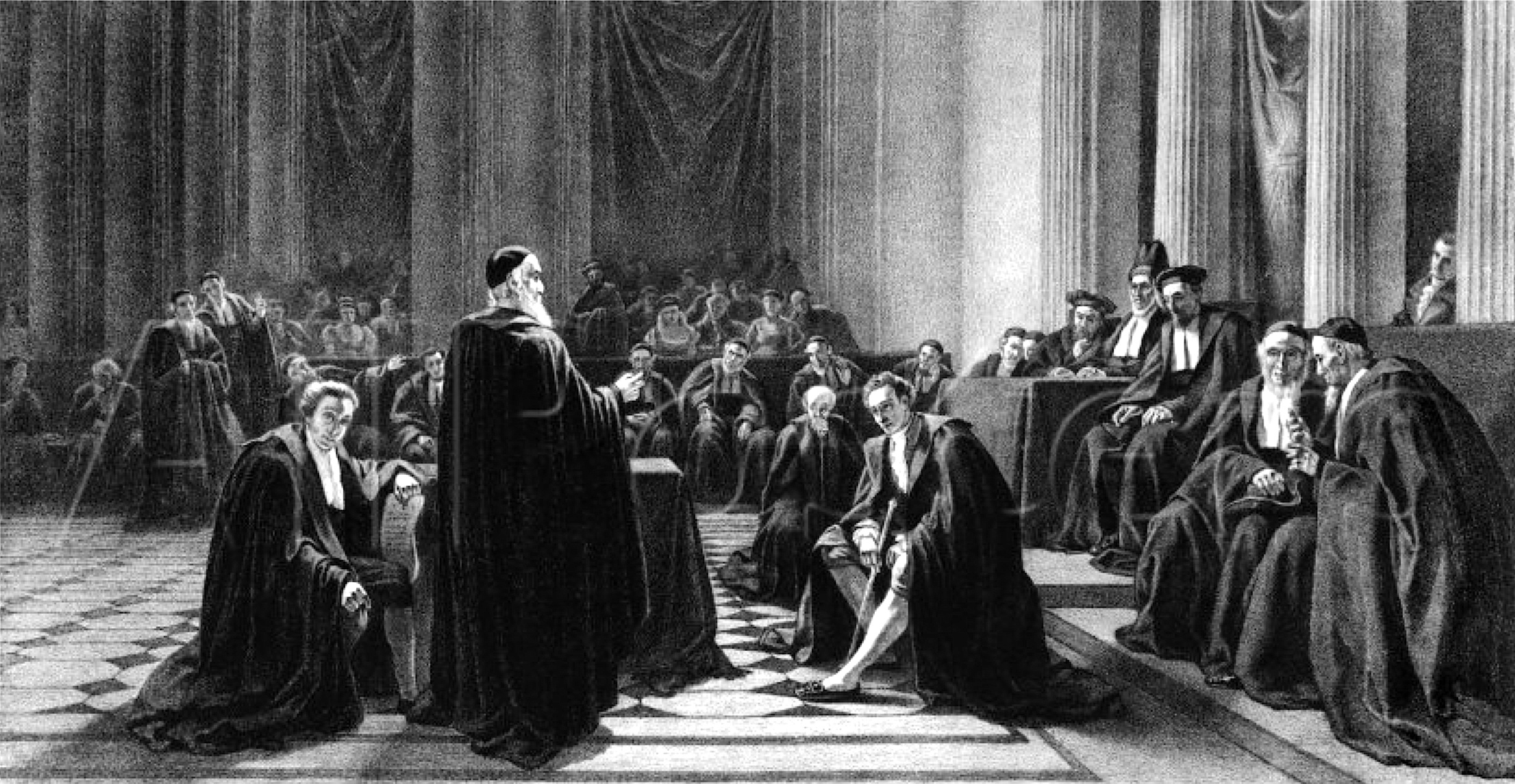
Edouard Moyse Le grand Sanhedrin 1868

Das  Grand Sanhedrin bestimmte im selben Jahr Metz und Nancy als Hauptorte der Konsistorien. 1809 lebten in den drei Bistümern Mertz, Toul, Verdun und den Departements Ardennes, Haute-Marne und Doubs 10.638 Juden. 1825 wurde die Société d'encouragement des arts et métiers parmi des Israélites (Gesellschaft zur Förderung der Kunst und des Handwerks unter den Israeliten) in Metz gegründet, um den jungen Juden eine bessere Ausbildung zu ermöglichen. Am 21. August 1829 erlaubte der Innenminister auf Antrag des Zentralen Konsistorium die Einrichtung einer Rabbiner-Schule in Metz. 1859 wurde die Schule nach Paris verlegt. Der Grund war die sehr konservative Haltung der Metzer Schule, mit der auch der Großrabbiner nicht übereinstimmte (s. u.). Metz blieb aber eine wichtige Ausbildungsstätte für Rabbiner. Mitte des 19. Jahrhunderts waren mehr als die Hälfte aller Rabbiner in Frankreich an der Schule in Metz ausgebildet worden.
Die Emanzipation der Juden im 19. Jahrhundert führte zu Konflikten zwischen Traditionalisten und Fortschrittlichen. Die „einfachen Leute“, die meist auf dem Land lebten, wollten ihren Glauben so leben, wie sie es von ihren Vätern gelernt hatten, insbesondere die Liturgie der Gottesdienste. Die Juden in den Städten, die häufig in intellektuellen Berufen arbeiteten, wollten das Judentum an die geänderten Zeiten anpassen. Auch die Rabbiner waren mehrheitlich Anhänger der fortschrittlichen, liberalen Richtung, sie verfolgten eine Politik der Besonnenheit und Versöhnung und einer vorsichtigen Reform der Liturgie.
Die Emanzipation führte dazu, dass Juden wohlhabender werden konnten, in der Mitte des 19. Jahrhunderts waren ca. ein Drittel wohlhabend, der Rest arm oder prekär und musste oft von Zuwendungen der Gemeinde leben.

### Wissenschaft des Judentums
Im 19. Jahrhundert entstand in Berlin die „Wissenschaft des Judentums“ in Anlehnung an die christliche Theologie. Dies hatte auch Auswirkungen auf die deutschsprachigen Gebiete Frankreichs. Samuel Cahen (1796–1862), geboren in Metz, übersetzte die hebräische Bibel und Kommentare dazu ins Französische. Von 1831 bis 1851 veröffentlichte er 18 Bände. Adolphe Franck (1793–1893), geboren in Liocourt, veröffentlichte von 1844 bis 1852 das „Dictionaire des sciences philosophiques“ (Wörterbuch der philosophischen Wissenschaften) in 6 Bänden und 1843 „La Kabbale ou la philosophie religieuse des hébreux“ (Kabbala oder die religiöse Philosophie der Hebräer). 1880 wurde die „Société des études juives“ (Gesellschaft für Jüdische Studien) gegründet, an der auch Lothringer beteiligt waren.

## Geteilt in der Reichslandezeit
Nach dem Deutsch-Französischen Krieg wurde das deutschsprachige Departement Moselle Teil der Reichslande Elsass-Lothringen und damit des Deutschen Reichs. Nach der Annexion verließen Hunderte Juden das Departement und Metz in Richtung Innerfrankreich; doch Zuzüge jüdischer Immigranten aus dem Deutschen Reich machten den Bevölkerungsverlust mehr als wett. Insbesondere Nancy wuchs in dieser Zeit stark an und wurde das neue Zentrum Lothringens.

## Nach dem Ersten Weltkrieg
Nach dem Ersten Weltkrieg wurde Lothringen wieder vollständig französisch. Deutsche, die nach 1871 eingewandert waren, mussten Lothringen verlassen, dafür kamen Juden aus Innerfrankreich zurück. In Lothringen gab es starke Unterstützung für den zunehmenden Zionismus. Der Untergang des Osmanischen Reichs weckte Hoffnungen auf eine neue Heimstatt für die Juden. In den 1920er Jahren begann eine Zeit des Wohlstands für die jüdische Bevölkerung und der Entwicklung ihrer religiösen und anderen Institutionen. Von 1925 bis 1940 erschien die Revue juive de Lorraine (Jüdische Zeitschrift für Lothringen) mit 10 bis 12 Ausgaben pro Jahr.
Nach dem Ersten Weltkrieg flohen viele Juden aus Osteuropa vor Armut und Verfolgung und kamen auch nach Lothringen. Sie wurden von den lokalen Gemeinden unterstützt und konnten sich meist schnell integrieren. Manchmal gab es Spannungen zwischen konservativen osteuropäischen und liberalen französischen Juden. 1927 lebten 400 jüdische Familien aus Osteuropa in Nancy und 500 in Metz. Mit dem Aufkommen der NSDAP in Deutschland flohen auch deutsche Juden nach Lothringen, Viele kamen über das Saargebiet, welches zu dieser Zeit ein Mandatsgebiet des Völkerbunds war und von Deutschland aus ohne Visum betreten werden konnte. Die zunehmende Zahl geflohener Juden verursachte Probleme, da Frankreich unter einer Wirtschaftskrise litt.

### Die Einwanderung der „polnischen“ Juden
Nach den Pogromen in Russland nach 1881 flohen viele Juden aus Osteuropa in den Westen, auch nach Lothringen. Sie kamen über das Reichsland Elsaß-Lothringen an die französische Grenze, mit der Hoffnung, auf ein besseres Leben. Jüdische Gemeinden in Lothringen unterstützen die Flüchtlinge, die oft mittellos waren und nur Jiddisch sprachen. Die meisten wollten in die großen Städte wie Lunéville, Nancy oder nach Paris weiterziehen. Der Empfang durch die Lothringer Juden war gemischt: Sie fürchteten um ihre Stellung, die sie sich durch die Emanzipation erarbeitet hatten. Daher auch der Ausdruck „polnische“ Juden, der abwertend war, oft sprach man von „Polacken“, einem Schimpfwort für Polen. Zu dieser Zeit existierte Polen als Staat nicht. Auch die französischen Behörden misstrauten den Neuankömmlingen. Insgesamt verlief aber die Aufnahme und Integration der Osteuropäer erfolgreich. 
Nach dem Ersten Weltkrieg kam eine weitere Welle von jüdischen Flüchtlingen aus Osteuropa, die von den Unruhen, die durch den Zerfall Österreich-Ungarns ausgelöst wurde, die meisten kamen als Galizien. Auch diese Flüchtlinge mussten mit Vorurteilen kämpfen, entweder wurden sie als Fahnenflüchtige bezeichnet oder als bolschewikische Agenten. Wieder unterstützen die lokalen jüdischen Gemeinden die Neuankömmlinge, viele ließen sich in Lothringen nieder. Sie gehörten mehrheitlich orthodoxen jüdischen Gemeinden an, es kam zu Spannungen mit den liberalen Lothringer Gemeinden. In Metz wurde eine spezielle Synagoge für sie gebaut. In den 1930er Jahren gelang die Vereinigung der unterschiedlichen Gemeinden.

## Zweiter Weltkrieg bis Heute
Vor dem Zweiten Weltkrieg lebten ca. 10.000 Juden in Metz. Nach der deutschen Invasion 1940 wurde Lothringen bis 1944 von Deutschland annektiert. Die Bevölkerung war zuvor nach Westfrankreich evakuiert worden. Während der NS-Okkupation wurde auch Lothringen vom Gauleiter Josef Bürckel„judenrein“ gemacht. Zahlreichen Juden gelang durch Flucht ihr Leben zu retten, doch mehr als 1.500 Personen sollen die Deportation nicht überlebt haben. Nur ca. die Hälfte der Juden kehrten nach dem Krieg zurück. Allein im Département Moselle wurden ca. 2500 Juden ermordet, dies entsprach 29 % der jüdischen Bevölkerung vor dem Krieg. 1944 wurde das Konzentrationslager Thil (Meurthe-et-Moselle) eröffnet. Die ersten Gefangenen waren mehr als 800 Juden aus den Konzentrationslagern Auschwitz und Dora, hauptsächlich Ungarn und Rumänen, die alle umkamen.

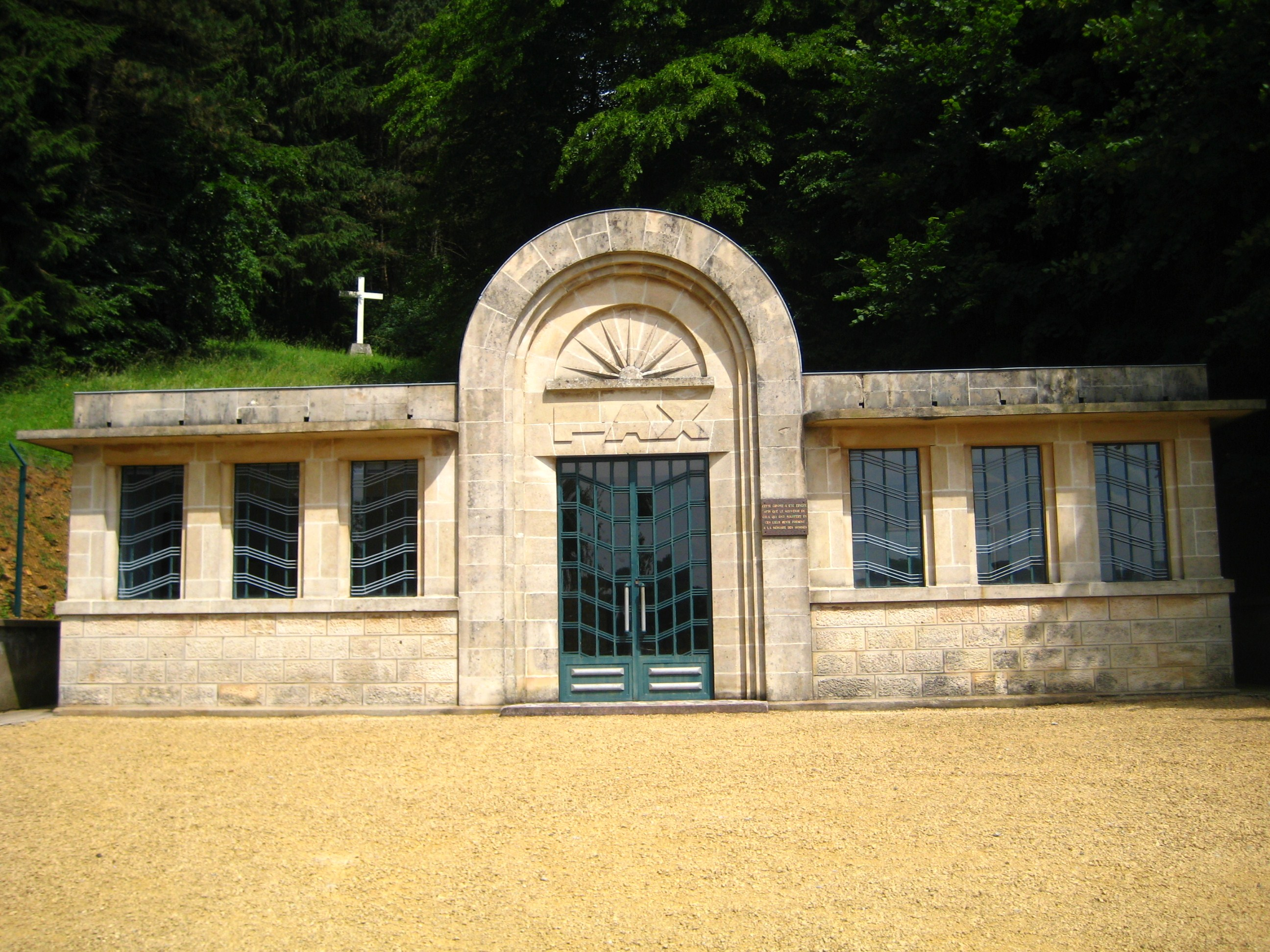
Konzentrationslager Thil

Nach dem Zweiten Weltkrieg wurde Lothringen wieder vollständig französisch. Nach 1945 kamen die lothringischen Juden zum zweiten Mal in diesem Jahrhundert zu ihren Geburtsorten zurück. Es wurden neue Synagogen gebaut, hauptsächlich in den großen Städten, die Lücken, die der Shoah gerissen hatte, wurden durch Einwanderer aus Nordafrika geschlossen. Die weitere Geschichte ist mit der Geschichte der Juden in Frankreich identisch.

### Juden aus Algerien in Lunéville
Lunéville ist ein Beispiel für die gelungene Integration der Nordafrikanischen Juden.
Nach dem Ende des Algerien-Kriegs wurden durch den Vertrag von Évian 1962 die Franzosen aus Algerien in das Mutterland zurückgeführt (französisch: rapartriés). Auch die Juden, die schon seit Jahrhunderten in Algerien lebten, hatten dadurch die Gelegenheit, nach Frankreich zu migrieren. Die meisten nutzten die Gelegenheit, da der Druck durch die Islamisten zunahm und sie sich in Frankreich ein besseres Leben erhofften. Die französische Regierung suchte dafür jüdische Gemeinden in Frankreich, die bereit waren, die Neuankömmlinge zu unterstützen. Die Gemeinde in Lunéville mit ihrem Präsidenten Sam Job erklärten sich dazu bereit. Sie war seit 1900 von ca. 550 Mitgliedern auf nur noch 125 geschrumpft, die meisten im hohen Alter, sodass das Ende absehbar war. Die Gemeinde besaß ein altes jüdisches Hospiz, nachdem die letzten Bewohner 1944 von den Deutschen deportiert worden waren, stand das Gebäude leer. Es wurde in kurzer Zeit notdürftig wiederhergerichtet, sodass die Neuankömmlinge eine erste Unterkunft hatten. Nach einer vorübergehenden Unterbringung wurden sie dann auf Sozialwohnungen in der Stadt verteilt. Die Kleider der algerischen Juden waren für das Klima in Lothringen ungeeignet. Die Frauen der jüdischen Gemeinde besorgten ihnen warme Kleidung, besonders für die Kinder. Im Herbst gingen die meisten Kinder in die Schule, einige auch auf weiterführende wie Collège (Mittelschule) und Lycée (Gymnasium). Auch die Mädchen wurden eingeschult, einige zum ersten Mal in ihrem Leben. Sogar für einige gehörlosen Kinder wurde eine Spezialschule in Nancy gefunden, die von Nonnen geleitet wurde. Die jüdischen Kinder waren vom katholischen Religionsunterricht befreit. In den Gottesdiensten wurden die Riten der Neuen berücksichtigt, man betete abwechselnd Gebete der algerischen und der französischen Gläubigen. Durch die Unterstützung der ortsansässigem Gemeinde integrierten sich die Neuankömmlinge schnell in das für sie neue Leben. Schon in der zweiten Generation ging die Kinderzahl pro Paar von über zehn auf zwei bis drei zurück. Die Frauen blieben nicht mehr zu Hause, sondern gingen zur Arbeit. Da Lunéville eine kleine Stadt ist, verließen viele Nachkommen der algerische Juden in der zweiten oder dritten Generation die Stadt, um sich in Großstädten niederzulassen, andere blieben in Lunéville. Im Jahr 1996 wurde einer von ihnen als Präsident der jüdischen Gemeinde von Lunéville gewählt.

## Rückblick
Freddy Raphaël beschreibt die Situation der Juden im Elsass und in Lothringen am Ende des 20. Jahrhunderts so (stark gekürzt): Nach mehr als 10 Jahrhunderten haben die Juden ihren Platz in der französischen Gesellschaft gefunden und werden anerkannt. Die jüdischen Gemeinden differenzierten sich in traditionelle und liberale, Anhänger der überlieferten Bräuche und Freunde des französischen Laizismus. Gemeinsam ist ihnen die Unterstützung Israels und der Kampf gegen Antisemitismus, der leider in den letzten Jahren wieder zugenommen hat.

## Synagogen
Überblick über jüdische Bauwerke in Lothringen:. Die wichtigsten Synagogen:
- Metz (1619, Neubau 1847–1850)[28]
- Fénétrange (frühes 18, Jahrhundert)[29]
- Luneville (1785–1786)[30]
- Nancy (1788, erweitert im 19. Jahrhundert und 1935)[30]
- Delme (1819, Neubau 1880)[31]

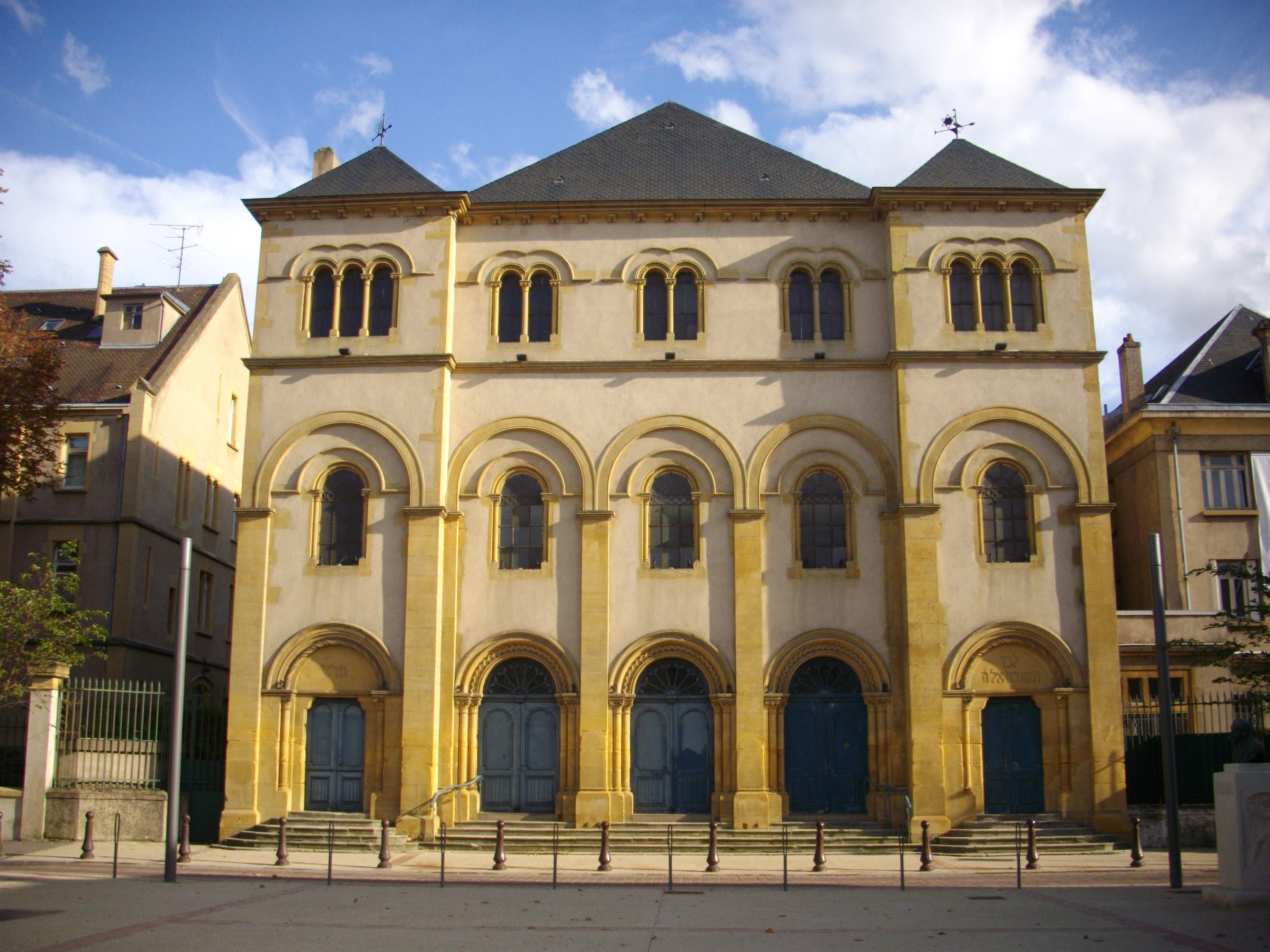
Synagoge Metz
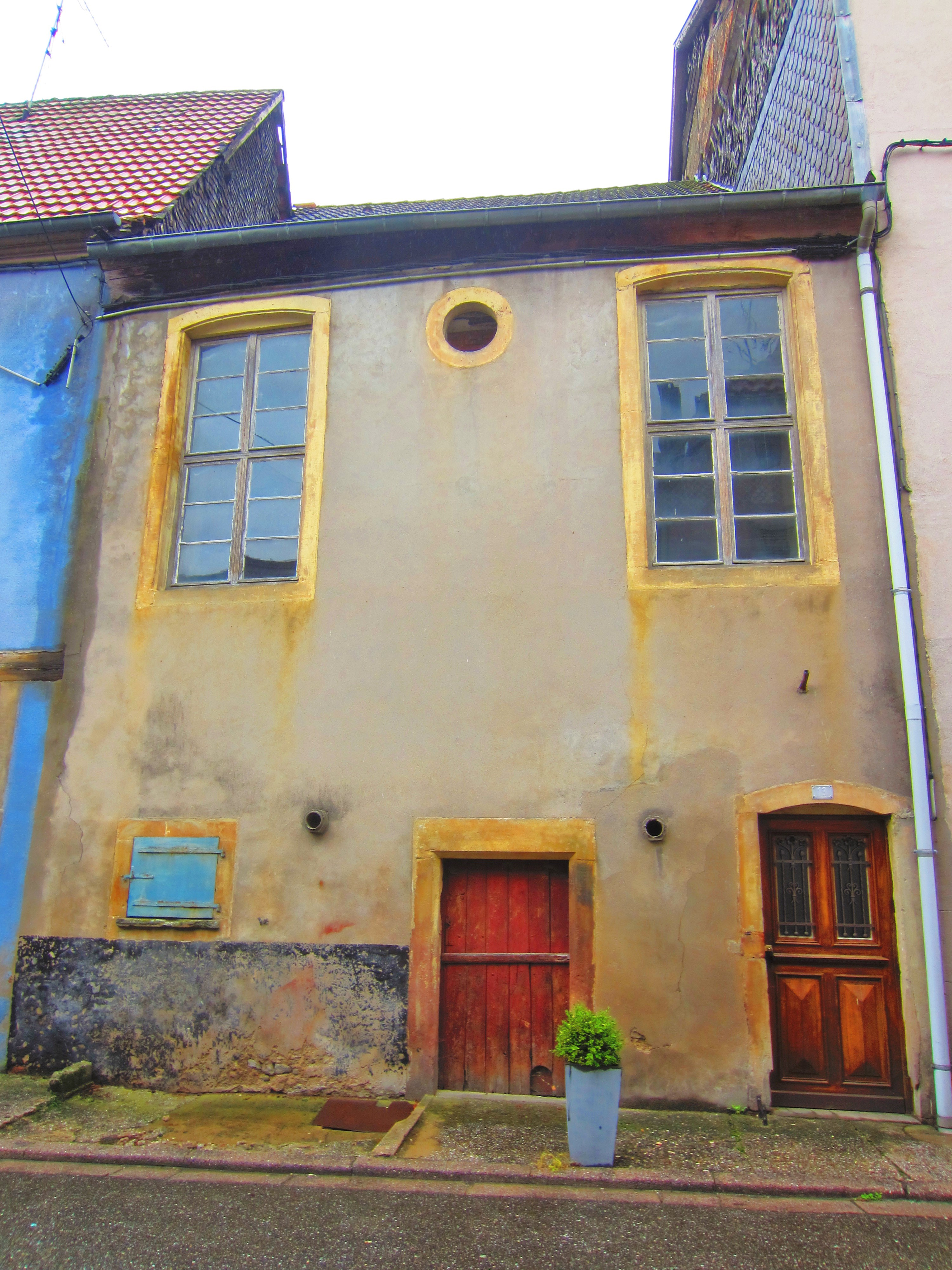
Synagoge Fénétrange
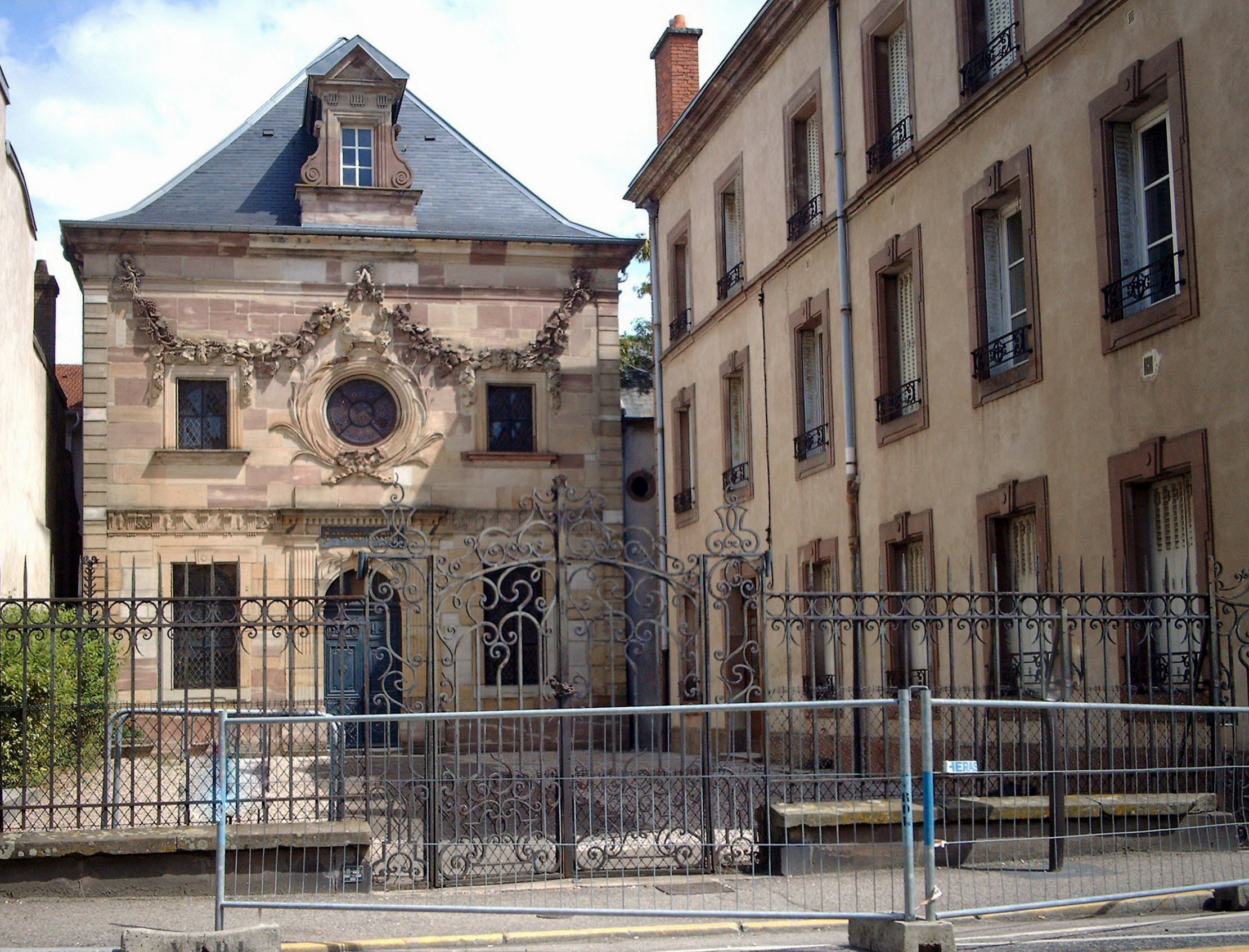
Synagoge Lunéville
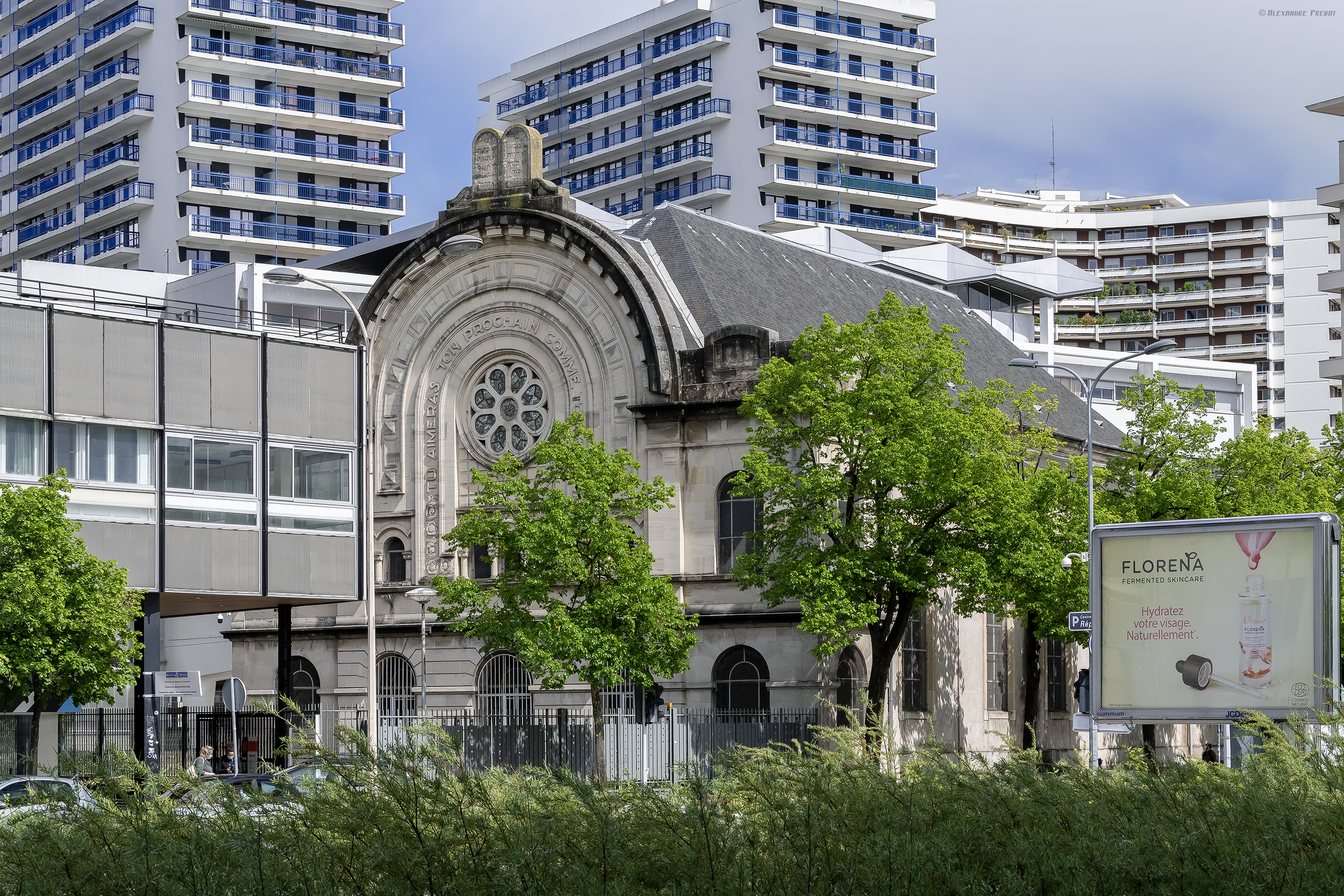
Synagoge Nancy
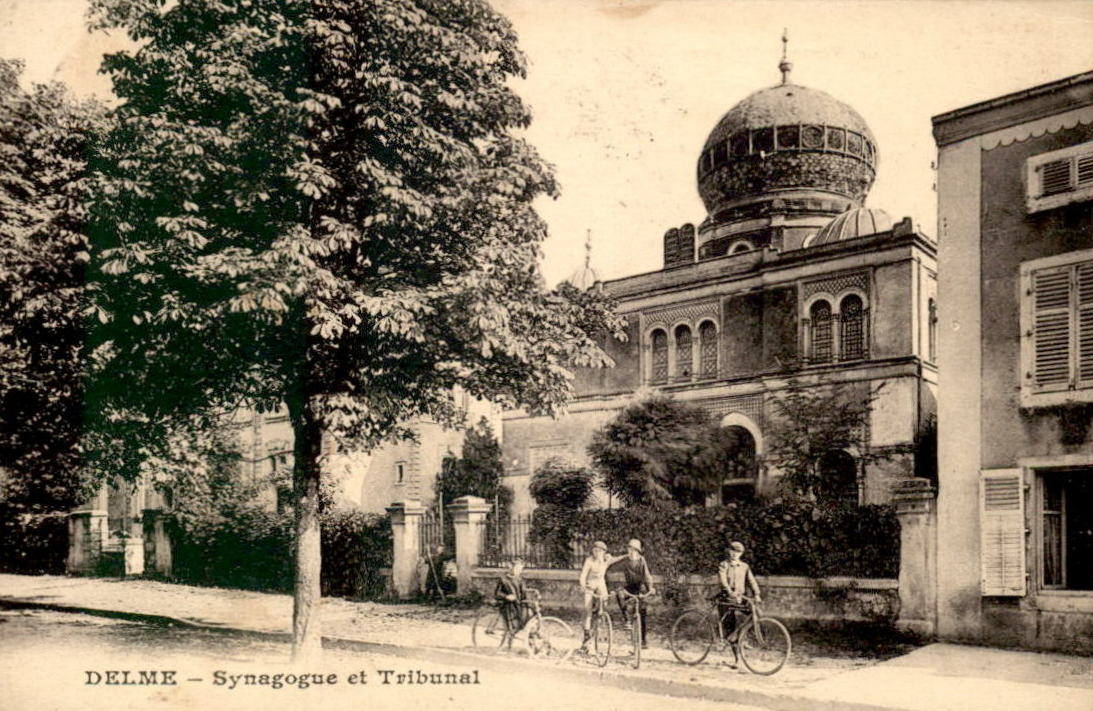
Syangoge Delme

Wie man sieht, wurden die meisten Synagogen im 18. Jahrhundert gebaut, in der Zeit der jüdischen Emanzipation. Die Synagogen, die am Ende des Jahrhunderts gebaut wurden, konkurrierten an Größe und Pracht mit christlichen Kirchen, ein Zeichen, dass die jüdischen Gemeinden wohlhabend geworden waren. Die bescheidene Synagoge von Fénétrange ist typisch für frühe Synagogen in kleinen Orten.

## Persönlichkeiten
Juden aus Lothringen oder mit einer Beziehung zu Lothringen spielten eine herausragende Rolle in Kunst, Wissenschaft und Religion:
- Benjamin Lippmann (1819–1886), Großrabbiner von Metz, nach 1871 von Nancy
- Gabriel Lippmann (1845–1921), Physiker und Nobelpreisträger für Physik
- Israël Lévi (1856–1939), Rabbiner in Paris, der nach 1871 die Erinnerung an die „verlorenen Provinzen“ Elsass-Lothringen wachhielt
- Bertrand Auerbach (1856–1942), Forscher, Anthropologe und Geograf
- Gustave Kahn (1859–1936), Schriftsteller
- André Spire (1868–1966), Poet, Schriftsteller und zionistischer Aktivist
- François Jacob (1920–2013), Mediziner, Genetiker und Molekularbiologe
- Freddy Raphaël (* 1936), Soziologe, der die jüdische Kultur in Elsass-Lothringen erkundete.

Das Rabbinat von Metz wurde seit 1837 von 12 Großrabbinern geleitet. Mehrere haben nach ihrer Zeit in Metz andere Rabbinate geleitet, z. B. in Straßburg, Marseille, Belgien und Genf. Bruno Fiszon (1962), Großrabbiner seit 1997, wurde 2017 zum Chevalier de la Légion d’honneur (Ritter der Ehrenlegion) ernannt. Er ist ausgebildeter Veterinär, früher wurden Rabbiner schon in ihrer Jugend auf ihre Berufung vorbereitet. Die Ausbildung in einem weltlichen Beruf ist ein Zeichen für die Öffnung des Judentums zur Welt.